# Лудовіко Антоніо Мураторі

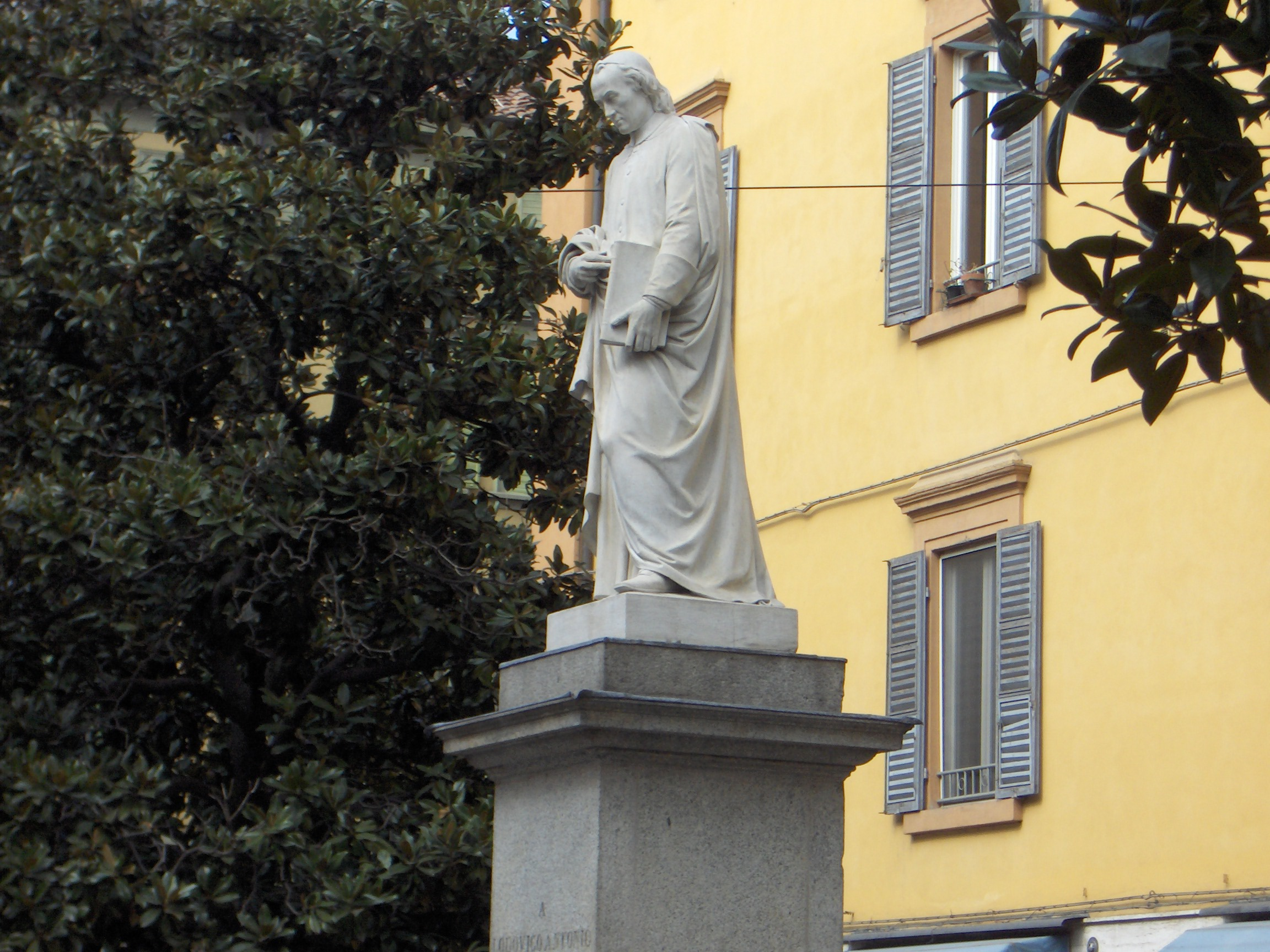
Пам'ятник Лудовіко Мураторі в центрі Модени

Лудовіко Антоніо Мураторі (італ. Ludovico Antonio Muratori; 1672—1750) — священик, куратор бібліотеки Есте в Модені і Амброзіанської бібліотеки, найбільший історіограф свого часу. Автор численних праць з церковної історії і першовідкривач Мураторієвого канону, він сприяв розвитку вчення про історичну критику.
З приводу суперечки герцога Моденського з папою про право володіння містами Комаккьо і Феррара Мураторі видав ряд вчених досліджень, важливих для історії світської влади пап. Він вів велике листування, в тому числі з кількома понтифіками, яке було опубліковано.
Виступив як ініціатор публікації фундаментального зводу хронік і творів з історії Італії «Rerum Italicarum scriptores», підготувавши і відредагувавши його перші 25 томів, що виходили з 1723 по 1751 рік у Мілані.